# Herre, när din allmakts under
Herre, när din allmakts under är en psalm skriven av Eric Michael Fant. Texten bearbetades senare av Christopher Dahl och Johan Olof Wallin.
|  |
|  |

## Publicerad i
- 1819 års psalmbok som nr 398 under rubriken "När åskan går".[1]